# Nostalgia (2022)
Nostalgia ist ein Spielfilm von Mario Martone aus dem Jahr 2022. Das Drama basiert auf dem gleichnamigen Roman von Ermanno Rea und stellt einen Mann (gespielt von Pierfrancesco Favino) in den Mittelpunkt, der nach langer Abwesenheit in seine Heimatstadt Neapel zurückkehrt, um sich seiner Vergangenheit zu stellen. Die europäische Koproduktion zwischen Italien und Frankreich wurde beim 75. Filmfestival von Cannes im Mai 2022 uraufgeführt.

## Handlung
Nach 40 Jahren kehrt Felice nach Neapel zurück. Er ist im dortigen Stadtviertel Sanità geboren und hatte die Stadt als junger Mann Hals über Kopf verlassen, als er in einen Fall von Totschlag verwickelt wurde. Er lebt jetzt in Kairo, wo er erfolgreich ein Baugeschäft aufgebaut hat, hatte eine ägyptische Frau geheiratet, weswegen er zum Islam konvertiert war. Seine Frau hatte ihn gedrängt endlich seine alte und kranke Mutter in Neapel zu besuchen. Nach Jahren der Abwesenheit kümmert sich Felice nun rührend um die Greisin. Er ist der einzige Sohn, besorgt ihr für ihre letzten Tage eine schönere Wohnung und beschließt nach ihrem Tod, sich in Neapel niederzulassen. Damit ist jedoch sein ebenfalls in den Totschlag verwickelter Jugendfreund nicht einverstanden und tötet ihn.

## Produktion und Veröffentlichung
Nostalgia ist der 17. Spielfilm des italienischen Regisseurs Mario Martone, der zusammen mit Ippolita di Majo auch das Drehbuch verfasste. Sie hatten bereits bei dem Film Qui rido io (2021) zusammengearbeitet. Der Stoff von Nostalgia basiert auf dem 2018 erschienenen gleichnamigen Roman des neapolitanischen Schriftstellers Ermanno Rea (1927–2016). Ein großer Teil des Films wurde in dem Armenviertel Rione Sanità gedreht. Die Rolle des jungen Felice spielte Emanuele Palumbo. 
Kameramann Paolo Carnera, der hier zum ersten Mal mit dem Regisseur zusammenarbeitete, benutzte eine Arri Alexa Mini und einer Canon K35-Kamera mit Xenon Linsen. Die Rückblenden, in denen sich Felice an seine Kindheit in Neapel erinnert, drehte er in einem verkleinerten Format und in dem körnigen Schwarzweiß alter Super-8-Filme. Die Kostüme schuf die deutsche Kostümbildnerin Ursula Patzak, die seit 2001 mit Mortone zusammenarbeitet.
Premiere des Films war am 24. Mai in Cannes, anschließend wurde er auf einer Reihe internationaler Filmfestspiele gezeigt. Am 4. Januar 2023 kam er in Frankreich in die Kinos, am 8. Juni 2023 in Deutschland.
2023 erschien eine DVD in deutscher und italienischer Sprache.

## Rezeption

### Auszeichnungen
Der Film gewann 14 Filmpreise und erhielt 25 weitere Nominierungen.
Für Nostalgia erhielt Martone seine zweite Einladung in den Wettbewerb um die Goldene Palme, den Hauptpreis des Filmfestivals von Cannes. Das Werk blieb dort unprämiert. Im selben Jahr folgten bei der Verleihung des italienischen Filmpreises Nastro d’Argento vier Auszeichnungen (Beste Hauptdarsteller – Pierfrancesco Favino, Beste Nebendarsteller – Francesco Di Leva und Tommaso Ragno, Beste Regie und Bestes Drehbuch). Darüber hinaus war Nostalgia unter anderem in den Kategorien Film und Nebendarstellerin (Aurora Quattrocchi) nominiert. Hauptdarsteller Favino eine Nominierung für den Europäischen Filmpreis 2022.

### Kritik
Nach der Premiere in Cannes sahen in einem rein französischen Kritikenspiegel der Website Le film français zwei der 15 Kritiker Nostalgia als Palmen-Favoriten an. Im internationalen Kritikenspiegel der britischen Fachzeitschrift Screen International erhielt der Film 2,5 von 4 möglichen Sternen und belegte unter allen 21 Wettbewerbsbeiträgen einen geteilten 8. Platz. Bei Rotten Tomatoes erreichte der Film eine Positiv-Quote von 89 % auf der Grundlage von 24 Filmkritiken.